# William C. Thomas
William Carroll Thomas (* 11. August 1903 in Los Angeles, Kalifornien; † 3. April 1984 in Beverly Hills, Kalifornien) war ein US-amerikanischer Filmproduzent, Regisseur und Autor, der für einen Oscar nominiert wurde. Thomas bildete bei Paramount Pictures ein Gespann mit dem Produzenten William H. Pine. Das Duo war dort bekannt unter dem Namen The Dollar Bills, weil ihre Produktionen stets profitabel waren.

## Leben
William C. Thomas konnte man als Kalifornier durch und durch bezeichnen. Direkt nach seinem Abschluss an der University of Southern California zog es ihn in die Filmbranche. Er begann seine Karriere bei Paramount als Drehbuchautor und arbeitete sich die Leiter langsam hinauf bis zum Produzenten. Schnell kam es bei Paramount zu einer Zusammenarbeit mit William H. Pine, die sich als sehr erfolgreich herausstellen sollte. Den Spitznamen The Dollar Bills erhielten sie, weil ihre Filme immer im Budget blieben, das nicht gerade üppig war, sie fast mit jedem ihrer Filme einen Gewinn einfuhren und „Bill“ leitete sich von beider Vornamen William ab. Die meisten der von Pine-Thomas Productions produzierten Filme waren Action- oder Abenteuerfilme, es ging um Brandbekämpfung oder Spionage, aber auch Western mit historischem Hintergrund standen auf ihrem Programm. In der Regel arbeiteten sie mit immer wieder denselben Schauspielern zusammen, wie beispielsweise Richard Arlen, Jean Parker, Chester Morris (No Hands on the Clock, 1941; Gambler’s Choice, 1944), Buster Crabbe (Wildcat 1942; Swamp Fire, 1946), J. Carrol Naish, Robert Lowery (They Made Me a Killer, 1946; Big Town, 1946; I Cover Big Town, 1947) und Ann Savage (Jungle Flight, 1947).
Thomas’ erster Film als Produzent war die Musikkomödie Campus Confessions mit Betty Grable von 1938. In dem Filmdrama Power Dive von 1941 mit Richard Arlen und Jean Parker arbeitete er dann erstmals mit Pine zusammen. Arlen spielte einen rauen Testpiloten, der zusammen mit seinem Bruder ein neues Flugzeug entwickelt. Auch im nächsten Film des Gespanns, dem Abenteuerfilm Forced Landing, war die Hauptrolle wiederum mit Richard Arlen besetzt, der erneut einen Piloten verkörperte. Auch das komödiantische Filmdrama Flying Blind (1941) mit Arlen und Parker in den Hauptrollen drehte sich wiederum um ein Flugzeug, das diesmal entführt wird, abstürzt, und die Überlebenden werden dann auch noch mit Waldbränden konfrontiert. Auch in dem Action-Drama Torpedo Boat von 1942 spielten Arlen und Parker die Hauptrollen. In dem Thriller I Live on Danger spielte Jean Parker dann an der Seite von Chester Morris. In dem Kurzfilm-Kriegsdrama A Letter from Bataan (1942) spielte Richard Arlen an der Seite von Susan Hayward. In dem Actionfilm Wrecking Crew von 1942 spielten Arlen, Morris und Parker Seite an Seite. Auch in den darauffolgenden Filmen von Thomas’ waren sie fester Bestandteil der Besetzung.
1943 erhielt William C. Thomas eine Oscar-Nominierung in der Kategorie „Bester Dokumentarfilm“ für die Dokumentation We Refuse to Die. Die Trophäe ging jedoch an die Produktionen  Schlacht um Midway, Kokoda Front Line!, Moscow Strikes Back und Vorspiel zum Krieg.
Ab 1949 wurde das Budget der Pine-Thomas-Filme angehoben, wodurch man nun auch mit Schauspielern, die einen größeren Namen hatten, zusammenarbeiten konnte, wie beispielsweise Fred MacMurray, Charlton Heston, Ronald Reagan, Rhonda Fleming und John Payne. Das größere Budget wirkte sich auch auf die Ausstattung ihrer Filme aus. In dem Western El Paso, die Stadt der Rechtlosen (1949) arbeitete das Gespann erstmals mit John Payne zusammen, ebenso wie in dem romantischen Abenteuerfilm Käpt’n China und dem Western Der Rebell von Mexiko, weibliche Hauptrolle Rhonda Fleming, beide von 1950. In dem historischen Abenteuerfilm Tripolis (1950) war Payne wiederum besetzt; Maureen O’Hara war seine Partnerin. In dem Western Sein letzter Verrat (1951) führten Ronald Reagan und Rhonda Fleming die Besetzungsliste an, ebenso wie in dem Filmdrama Hongkong (1952) und dem romantischen Kriminaldrama Tropische Abenteuer (1953). In dem Western Geknechtet (1953) spielte wiederum John Payne die Hauptrolle. Ellen Corby, die ab 1971 als Esther Corby, Großmutter der Walton-Kinder, große Bekanntheit erlangte, spielt darin eine kleine Rolle. Im Schatten des Galgens (1955) war ein weiterer Western des Duos, James Cagney war darin in der Hauptrolle besetzt. Ebenfalls im Jahr 1955 produzierten Thomas und Pine den historischen Western Am fernen Horizont mit Fred MacMurray, Charlton Heston und Donna Reed. In dem Filmdrama Ich will, dass du mich liebst (1955) standen Jane Wyman, Charlton Heston und Claire Trevor auf der Besetzungsliste. Erzählt wird die Erfolgsgeschichte einer Schneiderin, die zwar Karriere macht, aber niemanden hat, der sie wirklich liebt.
William C. Thomas und sein Partner William H. Pine beendeten ihre Karriere bei United Artists, wohin sie 1957 gewechselt hatten. Ihr letzter gemeinsamer Film war das Krimidrama Nightmare mit Edward G. Robinson, das 1956 ins Kino kam. Seinen nächsten Film The Big Caper mit Rory Calhoun in der Hauptrolle, ebenfalls ein Krimidrama, produzierte Thomas mit Howard Pine, dem Sohn seines im April 1955 verstorbenen ehemaligen Partners, der ebenfalls als Produzent und als Regieassistent tätig war.
Für das Kriminaldrama Cats – Die Ratten von Los Angeles von 1976 verfasste Thomas das Drehbuch und produzierte den Film auch. Für die englische Version des in Japan spielenden und mit überwiegend japanischer Besetzung erstellten Actionfilms High Seas Hijack trat Thomas 1977 zum letzten Mal als Produzent in Erscheinung.

## Filmografie (Auswahl)
– wenn nicht anders angegeben, als Produzent –
- 1937: This Way Please (Autor)
- 1937: Täglich ausverkauft! (You’re a Sweetheart)
- 1938: Campus Confessions
- 1938: King of Alcatraz
- 1939: $1000 a Touchdown
- 1940: Golden Gloves
- 1941: Power Dive
- 1941: Forced Landing
- 1941: Flying Blind
- 1941: No Hands on the Clock
- 1942: Torpedo Boat
- 1942: I Live on Danger
- 1942: A Letter from Bataan (Kurzfilm)
- 1942: We Refuse to Die (Dokumentarfilm)
- 1942: Wrecking Crew
- 1942: Paramount Victory Short No. T2-3: The Price of Victory
- 1943: Alaska Highway
- 1943: Cowboy in Manhattan (Autor)
- 1944: Gambler’s Choice
- 1944: Dark Mountain
- 1944: One Body Too Many
- 1945: People Are Funny
- 1945: Midnight Manhunt (Regisseur)
- 1946: They Made Me a Killer (+ Regisseur)
- 1946: Big Town (Regisseur)
- 1946: Swamp Fire
- 1947: Angst in der Nacht (Fear in the Night)
- 1947: I Cover Big Town (Regisseur)
- 1947: Jungle Flight
- 1947: Big Town After Dark
- 1948: Der Rächer der Todesschlucht (Albuquerque)
- 1948: Shaggy
- 1948: Big Town Scandal (Regisseur)
- 1949: El Paso, die Stadt der Rechtlosen (El Paso)
- 1949: Vom FBI gejagt (Manhandled)
- 1949: Special Agent (Regisseur)
- 1950: Käpt’n China (Captain China)
- 1950: Der Rebell von Mexiko (The Eagle and the Hawk)
- 1950: Gnadenlos gehetzt (The Lawless)
- 1950: Tripolis (Tripoli)
- 1951: Sein letzter Verrat (The Last Outpost)
- 1951: Gold in Neuguinea (Crosswinds)
- 1951: Die Faust der Vergeltung (Passage West)
- 1952: Hongkong (Hong Kong)
- 1952: Die Geliebte des Korsaren (Caribbean)
- 1952: Flucht vor dem Feuer (The Blazing Forest)
- 1953: Tropische Abenteuer (Tropic Zone)
- 1953: Geknechtet (The Vanquished)
- 1954: Der Schatz der Jivara (Jivaro)
- 1955: Im Schatten des Galgens (Run for Cover) (& Autor)
- 1955: Dem Teufel auf der Spur (Hell’s Island) (& Autor)
- 1955: Am fernen Horizont (The Far Horizons)
- 1955: Ich will, dass du mich liebst (Lucy Gallant)
- 1956: Im Dunkel der Nacht (Nightmare)
- 1947: The Big Caper
- 1957: Steig aus bei 43000 (Bailout at 43,000)
- 1973: Die Möwe Jonathan (Jonathan Livingston Seagull) (& Assistent des Produzenten)
- 1976: Cats – Die Ratten von Los Angeles (Cat Murkil and the Silks) (& Autor & Soundtrack)
- 1977: High Seas Hijack

## Auszeichnung
- 1943: Oscarnominierung für den Dokumentarfilm We Refuse to Die